# Grand Prix automobile de Sonoma 2001
Navigation
Édition précédente Édition suivante
Le Grand Prix automobile de Sonoma 2001 (officiellement appelé le 2001 X-Factor Grand Prix of Sonoma), disputé sur le 22 juillet 2001 sur le circuit de Sonoma est la cinquième manche de l'American Le Mans Series 2002.

## Course
Voici le classement provisoire au terme de la course.
- Les vainqueurs de chaque catégorie sont signalés par un fond jauni.
- Pour la colonne Pneus, il faut passer le curseur au-dessus du modèle pour connaître le manufacturier de pneumatiques.

| Pos.   | Classe | N° | Écurie                              | Pilotes                                   | Châssis                           | Pneus | Tours |
| Pos.   | Classe | N° | Écurie                              | Pilotes                                   | Moteur                            | Pneus | Tours |
| ------ | ------ | -- | ----------------------------------- | ----------------------------------------- | --------------------------------- | ----- | ----- |
| 1      | LMP900 | 1  | Audi Sport North America            | Rinaldo Capello Tom Kristensen            | Audi R8                           | M     | 107   |
| 1      | LMP900 | 1  | Audi Sport North America            | Rinaldo Capello Tom Kristensen            | Audi 3.6L Turbo V8                | M     | 107   |
| 2      | LMP900 | 2  | Audi Sport North America            | Frank Biela Emanuele Pirro                | Audi R8                           | M     | 107   |
| 2      | LMP900 | 2  | Audi Sport North America            | Frank Biela Emanuele Pirro                | Audi 3.6L Turbo V8                | M     | 107   |
| 3      | LMP900 | 50 | Panoz Motor Sports                  | Jan Magnussen David Brabham               | Panoz LMP-1 Roadster-S            | M     | 106   |
| 3      | LMP900 | 50 | Panoz Motor Sports                  | Jan Magnussen David Brabham               | Élan 6L8 6.0L V8                  | M     | 106   |
| 4      | LMP900 | 38 | Champion Racing                     | Andy Wallace Johnny Herbert               | Audi R8                           | M     | 106   |
| 4      | LMP900 | 38 | Champion Racing                     | Andy Wallace Johnny Herbert               | Audi 3.6L Turbo V8                | M     | 106   |
| 5      | GTS    | 3  | Corvette Racing                     | Ron Fellows Johnny O'Connell              | Chevrolet Corvette C5-R           | G     | 97    |
| 5      | GTS    | 3  | Corvette Racing                     | Ron Fellows Johnny O'Connell              | Chevrolet 7.0L V8                 | G     | 97    |
| 6      | GTS    | 4  | Corvette Racing                     | Andy Pilgrim Kelly Collins                | Chevrolet Corvette C5-R           | G     | 97    |
| 6      | GTS    | 4  | Corvette Racing                     | Andy Pilgrim Kelly Collins                | Chevrolet 7.0L V8                 | G     | 97    |
| 7      | GT     | 42 | BMW Motorsport Schnitzer Motorsport | Jörg Müller JJ Lehto                      | BMW M3 GTR                        | M     | 97    |
| 7      | GT     | 42 | BMW Motorsport Schnitzer Motorsport | Jörg Müller JJ Lehto                      | BMW 4.0L V8                       | M     | 97    |
| 8      | GT     | 6  | Prototype Technology Group          | Boris Said Hans-Joachim Stuck             | BMW M3 GTR                        | Y     | 96    |
| 8      | GT     | 6  | Prototype Technology Group          | Boris Said Hans-Joachim Stuck             | BMW 4.0L V8                       | Y     | 96    |
| 9      | GT     | 43 | BMW Motorsport Schnitzer Motorsport | Dirk Müller Fredrik Ekblom                | BMW M3 GTR                        | M     | 96    |
| 9      | GT     | 43 | BMW Motorsport Schnitzer Motorsport | Dirk Müller Fredrik Ekblom                | BMW 4.0L V8                       | M     | 96    |
| 10     | GT     | 10 | Prototype Technology Group          | Bill Auberlen Niclas Jönsson              | BMW M3 GTR                        | Y     | 96    |
| 10     | GT     | 10 | Prototype Technology Group          | Bill Auberlen Niclas Jönsson              | BMW 4.0L V8                       | Y     | 96    |
| 11     | GT     | 23 | Alex Job Racing                     | Lucas Luhr Sascha Maassen                 | Porsche 911 GT3 RS                | M     | 95    |
| 11     | GT     | 23 | Alex Job Racing                     | Lucas Luhr Sascha Maassen                 | Porsche 3.6L Flat-6               | M     | 95    |
| 12     | LMP900 | 7  | Team Cadillac                       | Christophe Tinseau Emmanuel Collard       | Cadillac Northstar LMP01 (en)     | M     | 95    |
| 12     | LMP900 | 7  | Team Cadillac                       | Christophe Tinseau Emmanuel Collard       | Cadillac Northstart 4.0L Turbo V8 | M     | 95    |
| 13     | LMP675 | 57 | Dick Barbour Racing                 | Milka Duno Didier de Radigues John Graham | Reynard 01Q                       | G     | 95    |
| 13     | LMP675 | 57 | Dick Barbour Racing                 | Milka Duno Didier de Radigues John Graham | Judd GV675 3.4L V8                | G     | 95    |
| 14     | GT     | 30 | Petersen Motorsports                | Johnny Mowlem Timo Bernhard               | Porsche 911 GT3 R                 | M     | 95    |
| 14     | GT     | 30 | Petersen Motorsports                | Johnny Mowlem Timo Bernhard               | Porsche 3.6L Flat-6               | M     | 95    |
| 15     | LMP900 | 37 | Intersport Racing (en)              | John Field Rick Sutherland                | Lola B2K/10                       | G     | 95    |
| 15     | LMP900 | 37 | Intersport Racing (en)              | John Field Rick Sutherland                | Judd GV4 4.0L V10                 | G     | 95    |
| 16     | GTS    | 26 | Konrad Team Saleen                  | Terry Borcheller Franz Konrad             | Saleen S7-R                       | G     | 95    |
| 16     | GTS    | 26 | Konrad Team Saleen                  | Terry Borcheller Franz Konrad             | Ford 7.0L V8                      | G     | 95    |
| 17     | GT     | 66 | The Racer's Group                   | Kevin Buckler (en) Tyler McQuarrie        | Porsche 911 GT3 RS                | Y     | 94    |
| 17     | GT     | 66 | The Racer's Group                   | Kevin Buckler (en) Tyler McQuarrie        | Porsche 3.6L Flat-6               | Y     | 94    |
| 18     | GTS    | 45 | American Viperacing                 | Shane Lewis Jeff Altenburg (en)           | Dodge Viper GTS-R                 | D     | 94    |
| 18     | GTS    | 45 | American Viperacing                 | Shane Lewis Jeff Altenburg (en)           | Dodge 8.0L V10                    | D     | 94    |
| 19     | GT     | 67 | The Racer's Group                   | Vic Rice Robert Orcutt                    | Porsche 911 GT3 R                 | Y     | 92    |
| 19     | GT     | 67 | The Racer's Group                   | Vic Rice Robert Orcutt                    | Porsche 3.6L Flat-6               | Y     | 92    |
| 20     | GT     | 52 | Seikel Motorsport                   | Tony Burgess Philip Collin                | Porsche 911 GT3 RS                | Y     | 88    |
| 20     | GT     | 52 | Seikel Motorsport                   | Tony Burgess Philip Collin                | Porsche 3.6L Flat-6               | Y     | 88    |
| 21     | GTS    | 44 | American Viperacing                 | Tom Weickardt Gene Martindale             | Dodge Viper GTS-R                 | D     | 86    |
| 21     | GTS    | 44 | American Viperacing                 | Tom Weickardt Gene Martindale             | Dodge 8.0L V10                    | D     | 86    |
| 22     | GT     | 15 | Dick Barbour Racing                 | Dave McEntee Grady Willingham Randy Wars  | Porsche 911 GT3 R                 | D     | 84    |
| 22     | GT     | 15 | Dick Barbour Racing                 | Dave McEntee Grady Willingham Randy Wars  | Porsche 3.6L Flat-6               | D     | 84    |
| 23 DNF | GT     | 22 | Alex Job Racing                     | Randy Pobst (en) Christian Menzel         | Porsche 911 GT3 RS                | M     | 82    |
| 23 DNF | GT     | 22 | Alex Job Racing                     | Randy Pobst (en) Christian Menzel         | Porsche 3.6L Flat-6               | M     | 82    |
| 24 DNF | LMP900 | 8  | Team Cadillac                       | Wayne Taylor Max Angelelli                | Cadillac Northstar LMP01 (en)     | M     | 52    |
| 24 DNF | LMP900 | 8  | Team Cadillac                       | Wayne Taylor Max Angelelli                | Cadillac Northstart 4.0L Turbo V8 | M     | 52    |
| 25 DNF | GT     | 69 | Kyser Racing                        | Jeffrey Pabst Kye Wankum Joe Foster       | Porsche 911 GT3 R                 | D     | 31    |
| 25 DNF | GT     | 69 | Kyser Racing                        | Jeffrey Pabst Kye Wankum Joe Foster       | Porsche 3.6L Flat-6               | D     | 31    |
| 26 DNF | LMP900 | 51 | Panoz Motor Sports                  | Klaus Graf Franck Lagorce                 | Panoz LMP-1 Roadster-S            | M     | 18    |
| 26 DNF | LMP900 | 51 | Panoz Motor Sports                  | Klaus Graf Franck Lagorce                 | Élan 6L8 6.0L V8                  | M     | 18    |

## Statistiques
- Pole Position - #1 Audi Sport North America - 1:21.745
- Record du tour - #2 Audi Sport North America - 1:23.000
- Distance - 433.944 km
- Vitesse moyenne - 157.465 km/h